# Janów (województwo podlaskie)
Janów – osada (dawniej miasto) w Polsce położona w województwie podlaskim, w powiecie sokólskim, w gminie Janów. Leży nad rzeką Kumiałką.
Znajduje się w niej popularna wśród miłośników muzyki disco polo dyskoteka Panderoza, przedstawiona m.in. w filmie U Pana Boga za piecem.
Wieś leśnictwa sokólskiego w ekonomii grodzieńskiej w drugiej połowie XVII wieku. Janów uzyskał lokację miejską przed 1715 rokiem, zdegradowany w 1897 roku. Miasto królewskie w ekonomii grodzieńskiej położone było w końcu XVIII wieku  w powiecie grodzieńskim województwa trockiego. W latach 1975–1998 miejscowość administracyjnie należała do województwa białostockiego.

## Zabytki
- kościół par. pw. św. Jerzego, 1899-1904, nr rej.: A-355 z 2.06.2011 razem z d. cmentarzem przy kościele i ogrodzeniem z bramkami i schodami
- rozplanowanie przestrzenne dawnego miasta – obecnej wsi, XVIII, nr rej.:557 z 30.06.1986
- cmentarz rzymskokatolicki, nr rej.:557 z 30.06.1986
- cmentarz żydowski, XIX, nr rej.:A-112 z 23.03.1993[7].

## Urodzeni w Janowie
- Władysław Suszyński – polski duchowny rzymskokatolicki, biskup pomocniczy w Białymstoku w latach 1948–1968, administrator apostolski w Białymstoku w 1968[8].